# Andrea Barzagli
Andrea Barzagli (ur. 8 maja 1981 w Fiesole) – włoski piłkarz, który występował na pozycji obrońcy.
W latach 2004–2017 reprezentant Włoch. Złoty medalista Mistrzostw Świata 2006, srebrny medalista Mistrzostw Europy 2012, brązowy medalista Igrzysk Olimpijskich 2004 oraz Pucharu Konfederacji 2013. Uczestnik Mistrzostw Europy 2008 i 2016, a także Mistrzostw Świata 2010 i 2014.

## Kariera klubowa
Rozpoczął swą karierę w Serie C. Po roku gry w wyższej klasie z zespołem Ascoli Calcio dostał szansę występu w Serie A z zespołem Chievo Werona. Następnie przeniósł się do US Palermo. Na początku sezonu 2008/2009 został zawodnikiem klubu niemieckiej Bundesligi VfL Wolfsburg, który zapłacił za niego 14 milionów euro.
27 stycznia 2011 roku za kwotę 300 tys. euro przeszedł do włoskiego klubu Juventus F.C.
13 kwietnia 2019 roku poinformował, że po sezonie 2018/2019 zakończy karierę piłkarską.

## Kariera reprezentacyjna
W sezonie 2003/2004 Barzagli grał w Reprezentacji Narodowej U-21, w której rozegrał 15 meczów nie strzelając bramki. Rok później wybił się do kadry seniorskiej. Zadebiutował w niej 17 października 2004 w meczu przeciwko Finlandii. Grał w Mistrzostwach Świata w Niemczech wywalczając z zespołem złoto. Wraz z reprezentacją Włoch na Mistrzostwach Europy w 2012 r. zajął drugie miejsce. 13 listopada 2017 roku po tym, jak reprezentacja Włoch nie zdołała zakwalifikować się na MŚ 2018, zakończył karierę w reprezentacji.

## Sukcesy

### Rondinella
- Mistrzostwo Serie D: 1998/1999

### Ascoli
- Mistrzostwo Serie C1: 2001/2002

### VfL Wolfsburg
- Mistrzostwo Niemiec: 2008/2009

### Juventus
- Mistrzostwo Włoch: 2011/2012, 2012/2013, 2013/2014, 2014/2015, 2015/2016, 2016/2017, 2017/2018, 2018/2019
- Puchar Włoch: 2014/2015, 2015/2016, 2016/2017, 2017/2018
- Superpuchar Włoch: 2012, 2013, 2015, 2018

### Reprezentacyjne
- Mistrzostwo Świata: 2006
- Mistrzostwo Europy: 2012 drugie miejsce
- Brązowy medalista Igrzysk Olimpijskich: 2004
- Mistrzostwo Europy U-21: 2004

### Wyróżnienia
- Drużyna sezonu Serie A: 2011/2012[1], 2012/2013[2], 2013/2014[3], 2015/2016[4]